# Fred Morley
Frederick Morley (geboren als Frederic Morley; * 16. Dezember 1850 in Sutton-in-Ashfield, Vereinigtes Königreich; † 28. September 1884 in Sutton-in-Ashfield, Vereinigtes Königreich) war ein englischer Cricketspieler, der zwischen 1880 und 1883 für die englische Nationalmannschaft spielte.

## Aktive Karriere
Morley gab sein First-Class-Debüt im Sommer 1871 für Nottinghamshire. Dort fand er als Bowler schnell einen Platz im Team und galt als einer der schnellsten Bowler des Landes. Nachdem er in den Saisons 1878 und 1879 herausragen konnte, wurde er von Richard Daft mit auf eine Tour in Nordamerika genommen. Im folgenden Sommer gab er sein Test-Debüt in der Nationalmannschaft und erzielte dabei insgesamt acht Wickets (5/56 & 3/90) und so den Sieg ermöglichte. In der Saison 1882/83 reiste er erneut nach Australien und brach sich bei der Anreise bei einer Schiffskollision in Colombo eine Rippe. Bei der Tour erzielte er dann im zweiten Test vier Wickets (4/47), konnte jedoch auf Grund seiner Verletzung während der Tour nicht seine volle Leistung abrufen. Zurück in England absolvierte er im Sommer 1883 nur zwei Spiele, konnte sich jedoch nicht mehr voll erholen.

## Nach der aktiven Karriere
Nachdem seine Gesundheit sich weiter verschlechterte verstarb, er im Alter von 33 Jahren im September 1884 an einem Lungenödem.